# 鳥居康剛
鳥居 康剛（とりい やすたけ、1985年3月28日 - ）は、日本の映画監督、映像作家、編集技師。フランス出身。ブリティッシュ・コロンビア大学卒業。

## 来歴
学生時代はドイツ・カナダで留学生活を経験、2009年 ブリティッシュ・コロンビア大学 卒業後に帰国。寺内康太郎に師事、『SPY』などの自主映画を制作後、2012年に劇場公開された『ひとりかくれんぼ 劇場版 -真・都市伝説-』で監督デビュー。監督作品では同時に撮影・編集も担当する事が多く、その他にも脚本・VFX・英語字幕作成・映画などの予告編作成・ミュージックビデオ制作も行っている。

## 受賞歴
- 2018年：ロンドン国際フィルムメイカー映画祭 外国語映画部門 最優秀編集賞『第二警備隊』- 柿崎ゆうじと共同受賞 [3]
- 2018年：ミラン国際フィルムメーカー映画祭 外国語映画部門 最優秀編集賞『第二警備隊』- 柿崎ゆうじと共同受賞 [4]

## 監督作品
監督作品では、編集も担当している 

### 映画
- ひとりかくれんぼ 劇場版 -真・都市伝説-（2012年）撮影
- 杉沢村都市伝説 劇場版（2014年）脚本・撮影
- デスフォレスト 恐怖の森 3（2015年）撮影
- デスフォレスト 恐怖の森 4（2016年）撮影
- トイレの花子さん新章 〜花子VSヨースケ〜（2016年）[5]
- 劇場版 ほんとうにあった怖い話 2017（2017年）撮影 [6]
- 寄生侵略 PARASITE WAR（2018年）[7]
- 劇場版 ほんとうにあった怖い話 2019 〜冬の特別編〜（2019年）撮影・VFX [8]

### オリジナルビデオ
- 有村架純「熱量」（2012年）
- 呪界（2013年）監督・脚本・撮影
- 徹底検証 未確認生物発見！！（2014年）
- 怪談師 山口綾子のエロ怖い話（2017年）撮影

### ミュージックビデオ
- 六本木一丁目声優学園「蒼の∞」（2016年）撮影
- 黄金時代「海にもヒミツ！」（2017年）撮影
- 虹のコンキスタドール「†ノーライフベイビー・オブ・ジ・エンド†」（2017年）
- 虹のコンキスタドール「やるっきゃない！2018」（2018年）

### その他
- 「虹のコンキスタドール・ワンマンライブ」ライブ映像（2018年）撮影
- 「B2takes!!の探偵ナイトスクール」オープニング映像（2019年、テレビ神奈川など3局）撮影
- セレクト女子〜優柔不断な私にドロップキック〜（2019年、YouTube）撮影 [9]

## 参加作品

### 映画
- ハロウィンナイトメア（2015年）撮影・照明
- アイズ（2015年）編集
- コープスパーティー Book of Shadows（2016年）VFX
- ヴァンパイア ナイト（2017年）編集・VFX・英語字幕
- 第二警備隊（2017年）編集 [注 2]
- 聖ゾンビ女学院（2017年）英語字幕
- 黒看（2018年）VFX
- ふたつの昨日と僕の未来（2018年）VFX
- BD〜明智探偵事務所〜（2018年）英語字幕

### オリジナルビデオ
- ほんとうに映った!監死カメラ（2014年）7巻・8巻：演出補
- 口裂け女 vs メリーさん（2017年）撮影・編集
- ほんとにあった! 呪いのビデオ（2018年）75巻：編集協力

### テレビ
- 刑事・土橋福助（2015年、NHK総合テレビジョン）撮影
- 山本周五郎時代劇 武士の魂（2017年、BSジャパン）VFX
- 「明治東京恋伽」オープニング映像（2019年、U-NEXT）編集

### ミュージックビデオ
- EXOTIC DIVA MARSE「LiFE」（2016年）撮影・編集
- もやんズ「ただガラクタ」（2018年）撮影

## 出演作品
- 心霊マスターテープ（2020年、エンタメ〜テレ）
- 心霊マスターテープ2 〜念写〜（2020年、エンタメ〜テレ）

## 著書
- 呪界 踏み入れてはいけない場所（2015年、少年画報社）ISBN 978-4785955793 - 原作、作画：金風呂タロウ